# نیکلسون (جورجیا)
نیکلسون، جورجیا (به انگلیسی: Nicholson, Georgia) یک شهر در ایالات متحده آمریکا با جمعیت ۱٬۶۹۶ نفر است که در جورجیا واقع شده‌است.

## موقعیت جغرافیایی
موقعیت جغرافیایی شهرها و مناطق اطراف به شرح زیر است: